# Thi Nại Am
Thi Nại Am (tiếng Trung: 施耐庵; bính âm: Shi Nai'an; 1296 - 1372), tự là Triều Thụy (肇瑞), là một tác giả văn học người Trung Quốc, nổi tiếng với tác phẩm Thủy Hử, một trong Tứ đại danh tác cổ điển. Đến nay vẫn có rất ít thông tin về ông.  

## Cuộc đời
Thi Nại Am theo sử liệu sinh năm 1296, mất năm 1372 tức là ông sống trong khoảng thời gian cuối đời Nguyên, đầu đời Minh trong lịch sử Trung Quốc. Quê của ông ở huyện Ngô, tỉnh Giang Tô sau dời đến Hưng Hóa. Thi Nại Am đỗ tiến sĩ năm 1330 dưới đời nhà Nguyên, rồi ông làm quan 2 năm ở Tiền Đường (nay thuộc Hàng Châu, Chiết Giang, Trung Quốc). Sau vì bất mãn với triều đình nhà Nguyên nên ông từ quan về ở ẩn, chuyên tâm sáng tác văn học.

## Thi Nại Am và tác phẩmThủy hử
Thủy hử là tác phẩm nổi tiếng nhất của Thi Nại Am, được ông sáng tác dựa trên các câu chuyện truyền miệng trong dân gian đời Tống, Nguyên kể về cuộc khởi nghĩa nông dân do Tống Giang (tức Tống Công Minh) cầm đầu. Có giả thuyết cho rằng Thủy hử của Thi Nại Am cũng do La Quán Trung cùng sáng tác, nhưng tính chính xác của giả thuyết ấy là rất thấp. Sở dĩ có giả thuyết trên vì cuộc đời của Thi Nại Am và La Quán Trung có nhiều điểm giống nhau như đều sống trong khoảng thời gian cuối đời Nguyên, đầu đời Minh, đều từ quan về ở ẩn để chuyên tâm sáng tác văn học.

## Giai thoại về việc sáng tácThủy hử
Giai thoại dân gian Trung Quốc còn để lại một số truyện truyền miệng liên quan tới việc sáng tác tiểu thuyết Thủy hử của Thi Nại Am.

### Về việc sáng tácThủy hử
Tương truyền thời Thi Nại Am đã làm được giấy nên việc lưu hành sách vở không còn viết trên thẻ tre nữa. Thi Nại Am viết xong truyện về 36 vị thiên cương bèn cho con gái làm tài sản. Cô con gái nghèo quá bèn mang bán lấy tiền. Những kẻ háo danh mua lấy truyện mang khắc bản in và bán đứng tên mình. Cô con gái thấy vậy ân hận buồn rầu vì tên tuổi cha mình bị mai một. Thi Nại Am biết chuyện, tới an ủi con gái:
Cha còn bản viết về 72 vị địa sát nữa, mới là đầy đủ cơ con ạ
Rồi ông nhờ người bạn đứng ra in khắc cho thành sách để bán. Thế là bản Thủy hử của những người mua lại từ con gái ông bị ế ẩm.

### Về việc sáng tácHậu Thủy hử
Sau khi Thi Nại Am đã sáng tác xong 70 hồi truyện Thủy hử, vua nhà Nguyên đọc xong truyện đã nổi giận bắt giam Thi Nại Am và hạ lệnh phải viết tiếp đoạn sau, kể về việc Lương Sơn Bạc bị dẹp, nếu không sẽ bị xử tội.
Sau 1 năm, Hậu Thủy hử hoàn thành, Thi Nại Am mang dâng vua Nguyên. Vua Nguyên xem xong rất bằng lòng, hạ lệnh thả Thi Nại Am. Từ đó ông và con gái sống vui vẻ tới cuối đời, không lo muộn phiền.

## Tác phẩm
- Thủy hử hay Giang hồ hảo khách truyện
- Tùy Đường chí truyện
- Tam toại bình yêu truyện